# Тухтаров, Василий Васильевич
Василий Васильевич Тухта́ров (1805—1861) — русский архитектор, олонецкий губернский архитектор (1830—1861).

## Биография
Окончил в 1826 году архитектурную школу Экспедиции кремлёвского строения.
В 1826—1830 годах работал в Москве и Царицыне в звании архитекторского помощника 3-го класса. Получил звание архитектора в 1830 году.
В 1830—1860 годах — олонецкий губернский архитектор, проживал в Петрозаводске.
Тухтаровым был разработан генеральный план Петрозаводска, утверждённый императором Николаем I в 1854 году.
Под руководством В. В. Тухтарова построены здания Святодуховского собора, Крестовоздвиженского собора, Мариинской женской гимназии, множество казённых зданий и сооружений (присутственные места, училища, казначейства, мосты), несколько каменных и деревянных церквей в Олонецкой губернии, реконструированы здания на Круглой площади Петрозаводска.
По проектам и под руководством В. В. Тухтарова в 1853 году были проведены работы по восстановлению зданий Клименецкого Свято-Троицкого монастыря, Благовещенского Ионо-Яшезерского монастыря.
В 1860 году присвоен чин статского советника.

## Семья
Родился в семье обер-офицера.
Брат — К. В. Тухтаров (1804—?) — русский архитектор.

## Фотогалерея

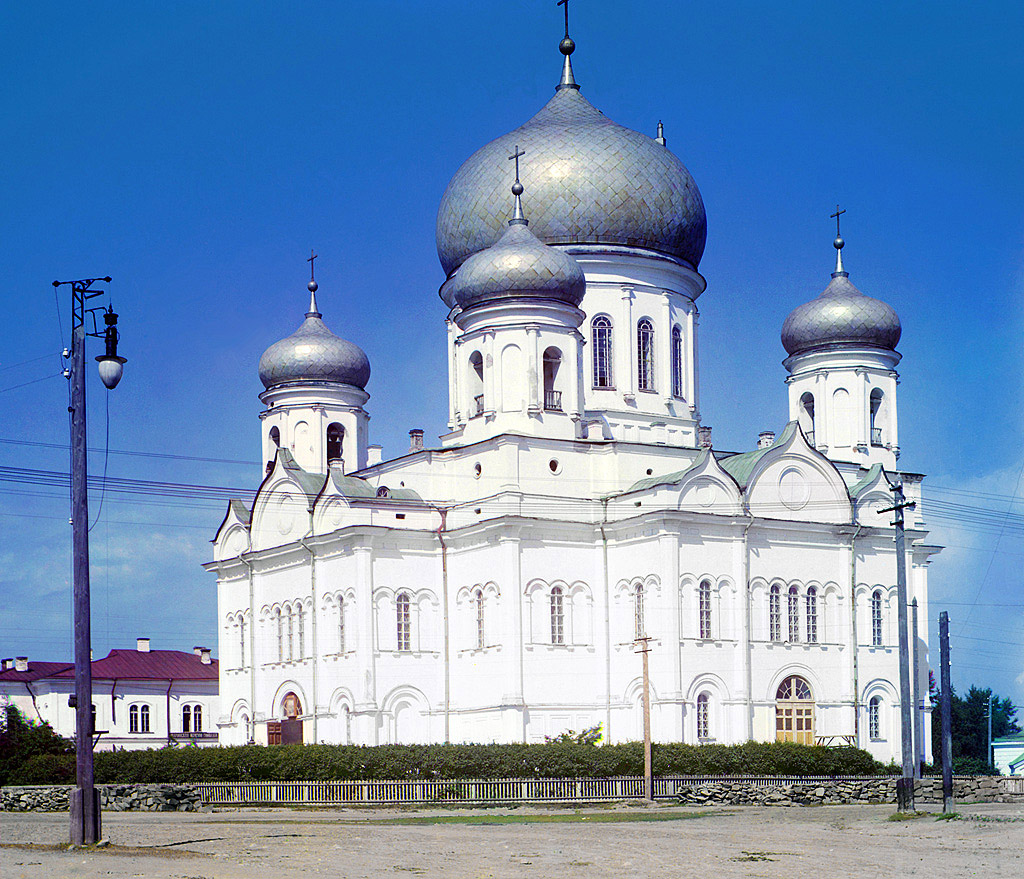
Святодуховский собор
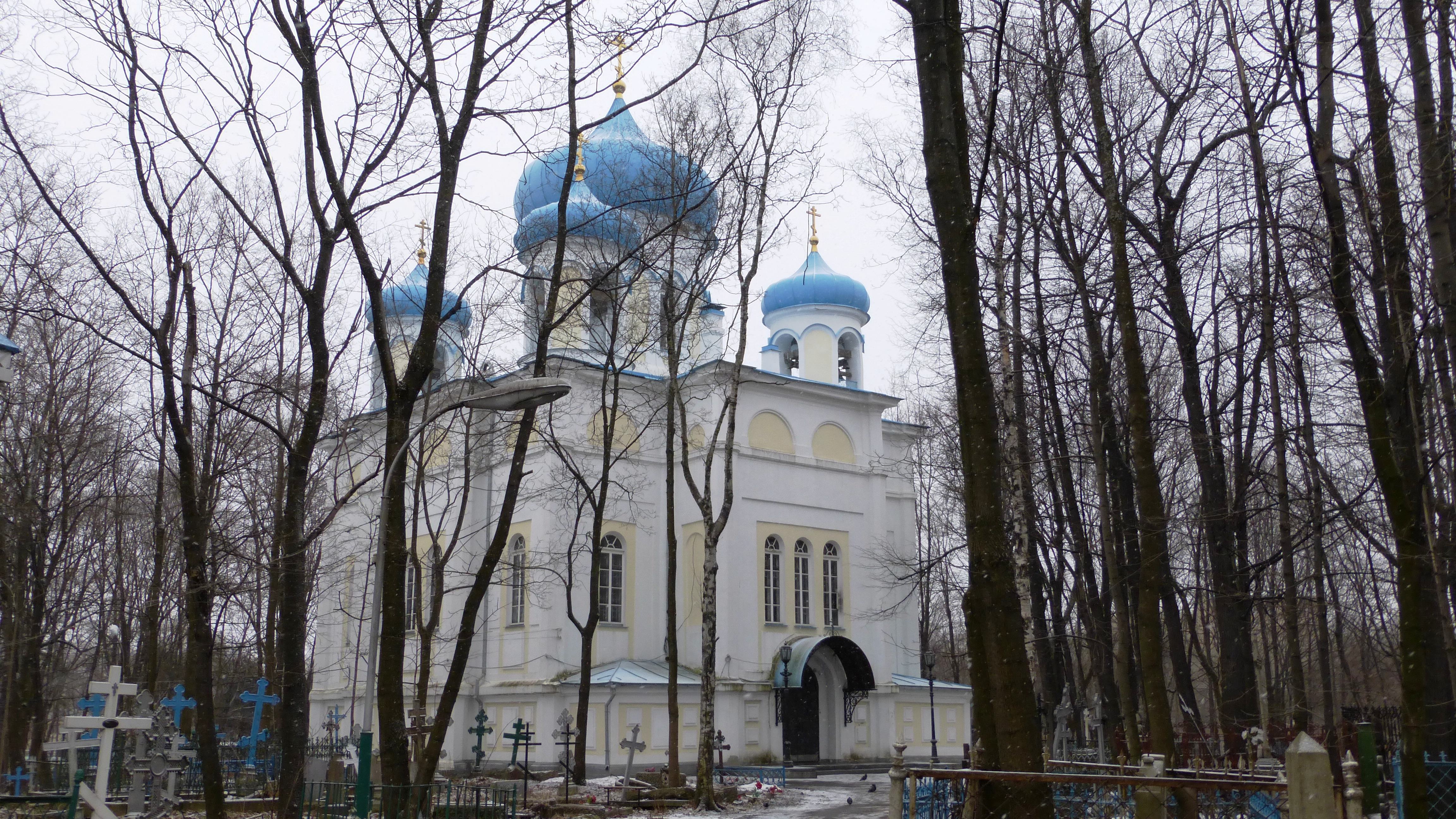
Крестовоздвиженский собор
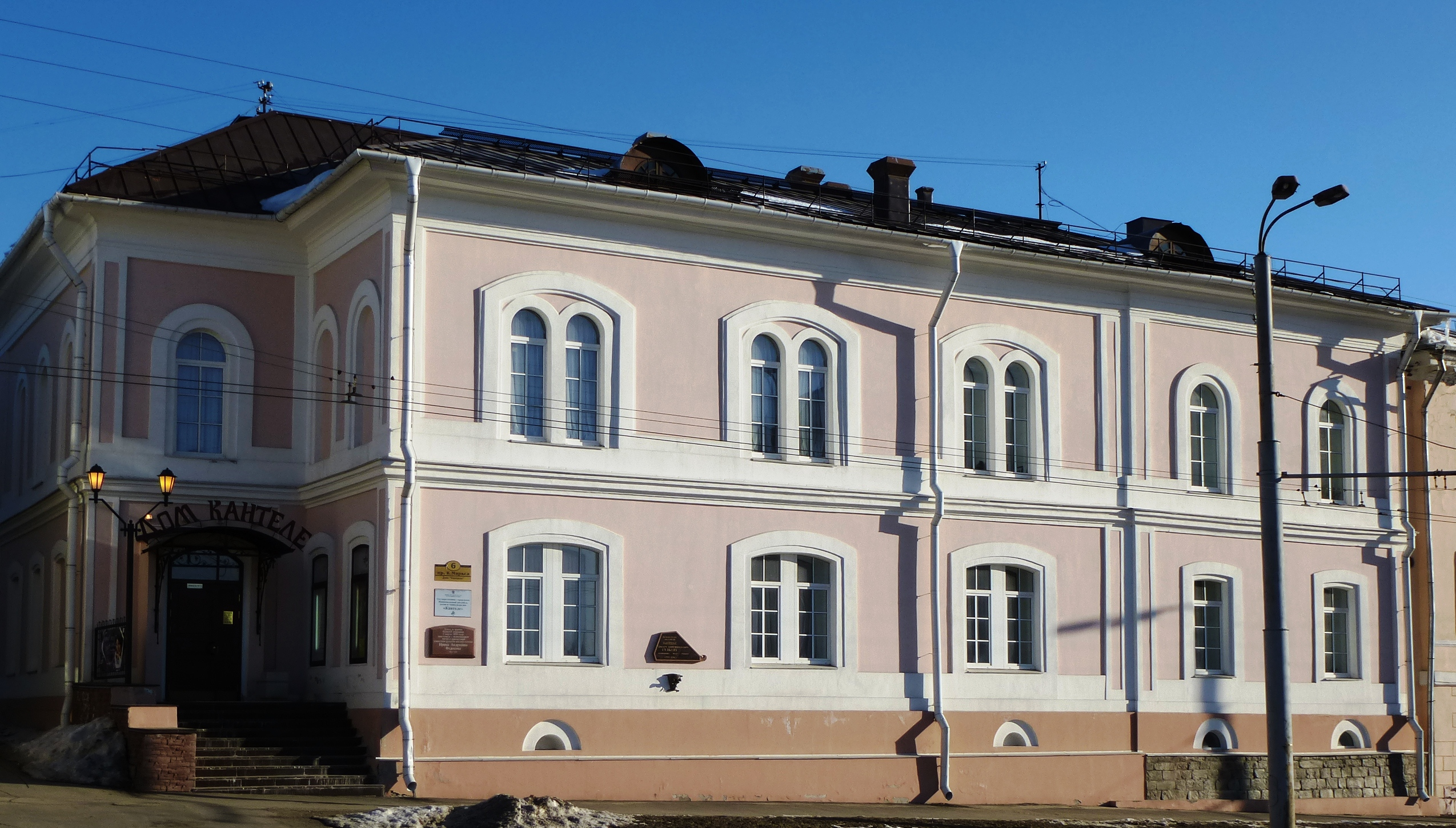
Мариинская женская гимназия
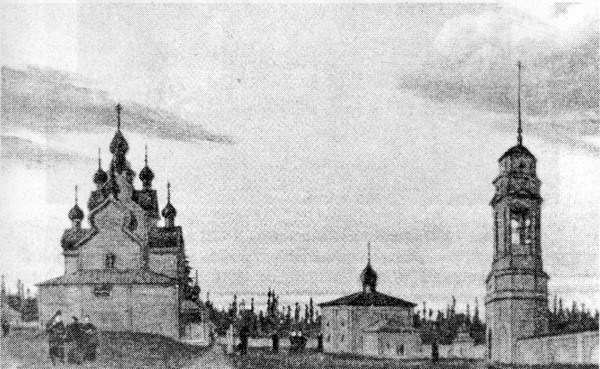
Клименецкий монастырь
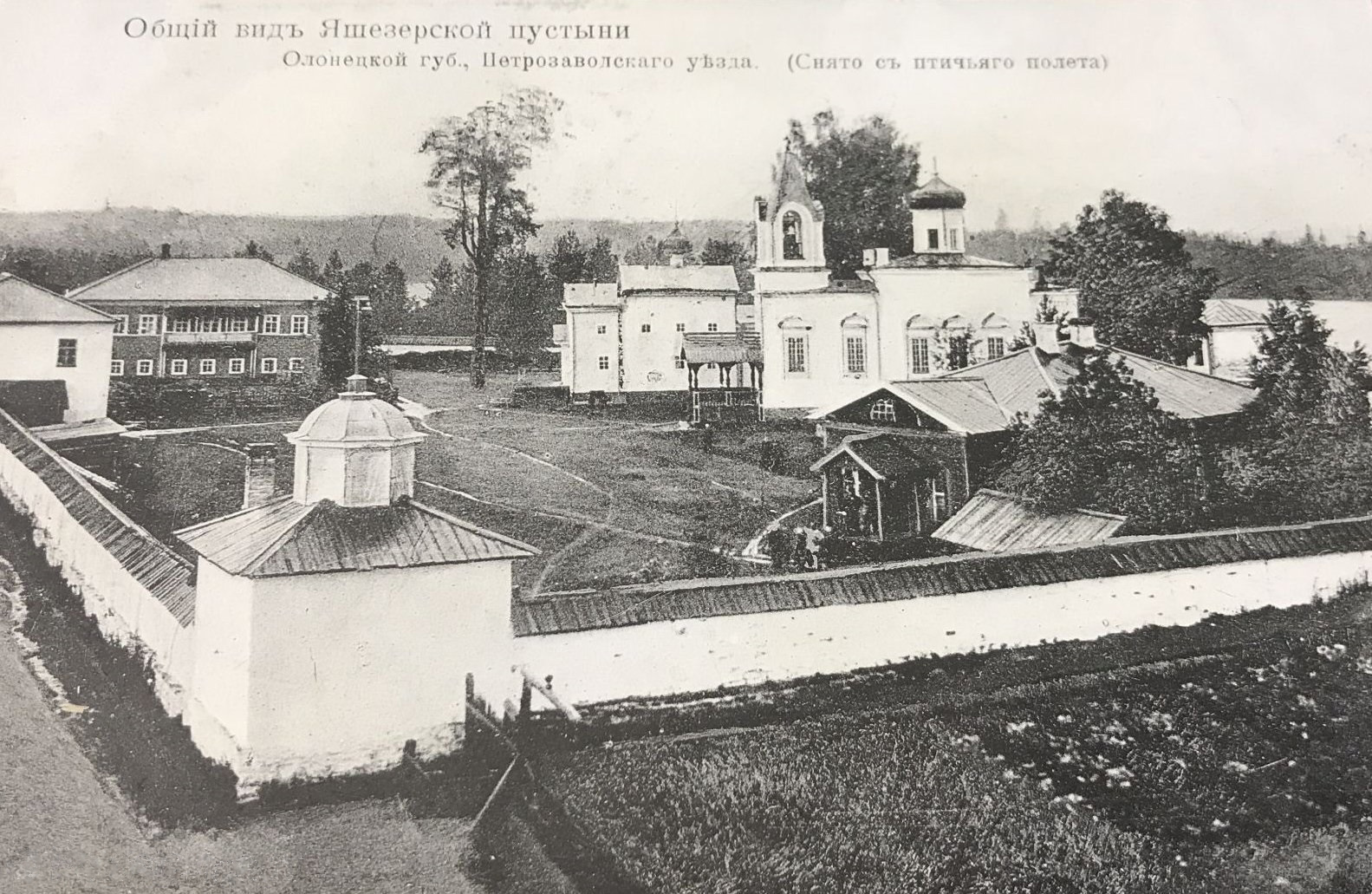
Ионо-Яшезерский монастырь